# Texasban történt légi közlekedési balesetek listája
A Texasban történt légi közlekedési balesetek listája az Amerikai Egyesült Államok Texas államában történt halálos áldozattal járó, illetve a kisebb balesetek, meghibásodások miatt történt, gyakran csak az adott légiforgalmi járművet érintő baleseteket is tartalmazza évenkénti bontásban.

## Texasban történt légi közlekedési balesetek

### 1949
- 1949. november 29., Love Field. Az American Airlines 157-es járata, egy Douglas DC–6-os típusú repülőgép, lajstromjele: N90728, hajtóműhiba és pilótahiba miatt lezuhant. A gépen 41 utas és 5 fő személyzet volt, akik közül 28 fő életét vesztette, 16 fő megsérült, a balesetet 18 fő élte túl.[1][2]

### 2017
- 2017. november 20. 16:00 körül (helyi idő szerint), Lake Amistad közelében. Az Amerikai Egyesült Államok Légierejének Northrop T–38 Talon típusú kiképző repülőgépe lezuhant. A gép pilótája életét vesztette a balesetben. A másik pilótának sikerült katapultálnia és túlélte.[3]

### 2018
- 2018. szeptember 18., San Antoniotól északra, a Randolph Légibázis közelében. Lezuhant Az Amerikai Egyesült Államok Légierejének egyik Beechcraft T–6 Texan II típusú (USAF T-38C) kiképző repülőgépe. A baleset során a gép kétfős személyzete katapultált és komolyabb sérülések nélkül megúszta a balesetet.[4]
- 2018. november 17., Fredericksburg. Egy második világháborús P–51D Mustang típusú veterán repülőgép lezuhant. Kettő fő életét vesztette.[5]

### 2019
- 2019. február 23. röviddel 12:45 előtt (helyi idő szerint), Anahuac közelében, Chambers megye, Trinity-öböl. Lezuhant az Atlas Air légifuvarozási vállalat Boeing 767-300ERF típusú, 5Y3591 lajstromjelű szállító repülőgépe. A gép az Amazon vállalat számára végzett szállítási feladatot az Amazon Prime Air elnevezésű szolgáltatás keretein belül. A gép a 30 mérföldnyire fekvő George Bush Nemzetközi Repülőtérre tartott.[6][7]
- 2019. június 30., Addison. Egy Beechcraft B300 King Air 350i kisrepülőgép leszállást követően hangárnak csapódott és kigyulladt. A gép két pilótája és 8 utasa életét vesztette a balesetben. A földön nem sérült meg senki. A tűzben kiégett egy Dassault Falcon 900B típusú repülőgép is.[8]

### 2021
- 2021. szeptember 19. Dallas közelében. Lakott területre zuhant az Amerikai Egyesült Államok Haditengerészetének T-45C Goshawk típusú kiképző repülőgépe. A balesetben három fő sérült meg.[9]